# Jednoduchá substituce
Jednoduchá substituce je anorganická reakce, při které dojde k záměně jednoho prvku v sloučenině.
A + BX → AX + B
Tato reakce nastane, pokud je prvek A reaktivnější než prvek B.
Všechny jednoduché substituce jsou také redoxní reakce, protože prvek A je oxidován, zatímco prvek B je redukován.

## Příklady jednoduchých substitučních reakcí
- Vytěsnění ušlechtilého kovu kovem méně ušlechtilým

2 AgNO3 (aq) + Zn (s) → 2 Ag (s) + Zn(NO3)2 (aq)
- Vytěsnění bromu nebo jodu z halogenidu chlorem

2 KBr + Cl2 → Br2 + 2 KCl
2 KI + Cl2 → I2 + 2 KCl